# Salignac-sur-Charente
Salignac-sur-Charente é uma comuna francesa na região administrativa da Nova Aquitânia, no departamento de Charente-Maritime. Estende-se por uma área de 10,22 km². Em 2010 a comuna tinha 618 habitantes (densidade: 60,5 hab./km²).